# Heinrich von Ulmen
Heinrich von Ulmen (* um 1175 in Ulmen; † nach 1236) war ein deutscher Ritter und Kreuzfahrer, der nach dem Vierten Kreuzzug byzantinische Reliquienschätze aus Konstantinopel, unter ihnen auch die Limburger Staurothek, mitbrachte.

## Leben

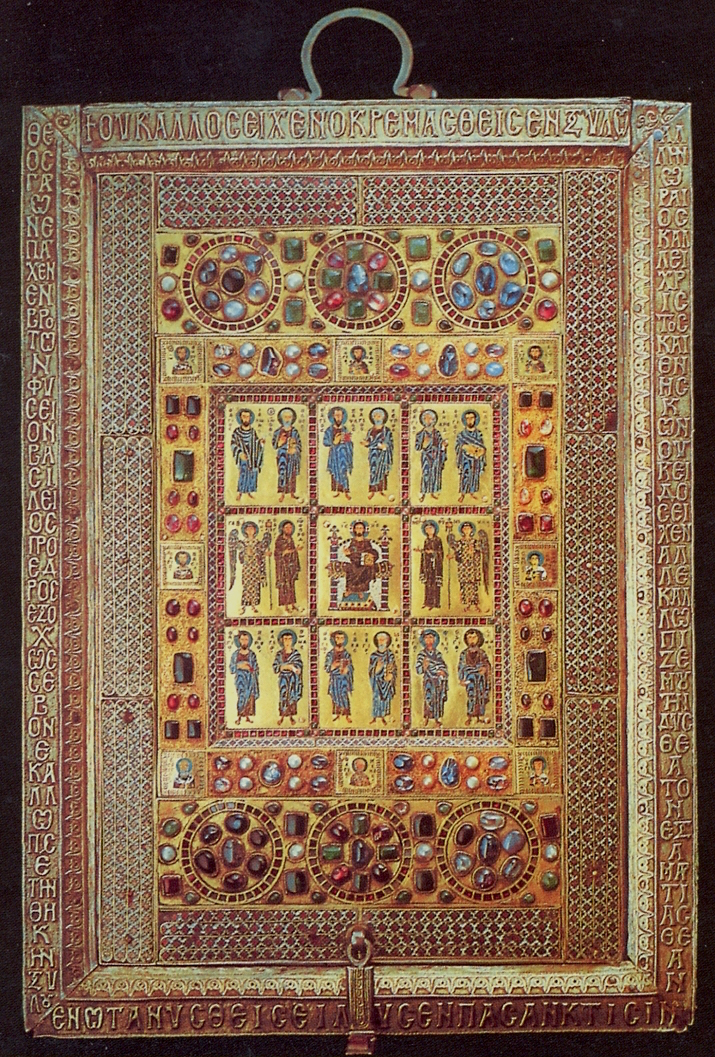
Die Limburger Staurothek (im geschlossenen Zustand)

Heinrich von Ulmen entstammte dem Ministerialen- und Rittergeschlecht von Ulmen in der Eifel, das dort erstmals im frühen 12. Jahrhundert erschien. Dienten die von Ulmen zunächst noch als pfalzgräfliche Ministerialen, stiegen sie nach der Entlassung aus den Diensten der Pfalzgrafen in den niederen Adels- bzw. Ritterstand auf. Der Aufstieg der Familie setzte sich auch unter den mit ihnen eng verbundenen Stauferherrschern, insbesondere unter Konrad III. fort, der sie 1143 als Reichsministerialen bezeichnete. Heinrich von Ulmen war ein Sohn des Sybert von Ulmen, der im Jahr 1163 im Dorfgericht Treis wegen einer Angelegenheit des Klosters Maria Laach und 1170 im Burggeding zu Treis genannt wurde. Seine Schwester Irmgard von Ulmen war von 1208 bis 1253 Äbtissin im Augustiner-Chorfrauen-Stift Kloster Stuben.
Als Papst Innozenz III. 1198 zum Vierten Kreuzzug zur Rückeroberung der Levante aufgerufen hatte, folgten diesem Ruf nicht nur Heinrich von Ulmen, sondern auch weitere Ritter aus dem Rheinland, wie Berthold von Katzenelnbogen, sein Vetter Diet(h)er von Diez oder Werner von Bolanden. 1202 in Venedig angekommen, war das geplante Ziel des Kreuzzugs, gemeinsam mit etwa 33.000 bis 34.000 Kreuzfahrern nach Ägypten zu segeln, Kairo zu erobern und im Anschluss das seit 1187 unter sarazenischer Herrschaft stehende Jerusalem zu befreien. Nachdem nur etwa 10.000 Männer in Venedig eingetroffen waren und die Venezianer die erforderliche Summe für den Transport aller zugesagten Männer verlangten, kam es zu dem Vorschlag, anstelle des ursprünglichen Ziels nach Ägypten aufzubrechen, die christliche Stadt Zara an der dalmatinischen Küste zu erobern. Ein Übergriff auf das christliche Zara war zwar nicht mit dem Kreuzzugsgelübde vereinbar, jedoch ließ sich ein Teil der Männer auf dieses Angebot ein – was ihnen später eine Exkommunikation durch Papst Innozenz III. einbrachte – während ein anderer Teil der Männer unter Protest heimkehrte. Nach dem Überfall und der Belagerung von Zara 1202 zog das Kreuzfahrerherr, nicht wie erwartet weiter nach Ägypten, sondern entschloss sich, vermutlich gelockt von Reichtümern, vom Sohn des byzantinischen Kaisers Alexios Angelos nach Konstantinopel senden, um dort in den schwelenden Streit um die Kaiserherrschaft einzugreifen. Erneut protestierten einige Kreuzfahrer und traten die Heimreise an, unter ihnen Werner von Bolanden, die Mehrheit mit Heinrich von Ulmen fuhr schließlich über See nach Byzanz, wo sie am 23. Juli 1203 am Bosporus eintrafen.
Nachdem den Kreuzfahrern am 12. April 1204 die Eroberung Konstantinopels gelungen war, kam es zu mehrere Tage andauernden Plünderungen in der Stadt. Der Bukoleon-Palast in Konstantinopel, in dem sich zu diesem Zeitpunkt noch die Staurothek befand, wurde von Bonifatius I., dem Grafen von Montferrat und Anführer des Kreuzzugs, eingenommen. Als sich Bonifatius später mit seinen Truppen nach Thessaloniki zurückzog und sowohl die Staurothek und andere Heiligen-Reliquien mitgenommen hatte, befand sich in dessen Gefolgschaft auch Heinrich von Ulmen.
Am 4. September 1207 wurde Bonifatius erst von bulgarischen Kämpfern gefangen genommen und dann getötet. Seine Witwe Margarete von Ungarn (* 1175–nach 1223), die eine Tochter des ungarischen Königs Béla III. war, übergab dann die Staurothek, in die ein Partikel (Splitter) vom Kreuz Christi eingearbeitet worden war und weitere Heiligen-Reliquien, so wird es angenommen, an Heinrich von Ulmen. Seine Aufgabe war es nun, die kostbare Staurothek, die ein Zeugnis byzantinischer Goldschmiedekunst darstellt und die anderen Reliquien im Herbst 1207 zum König Philipp von Schwaben zu bringen. Heinrich von Ulmen brachte die Schätze zwar 1208 ins heimische Rheinland, jedoch übergab er sie nicht wie geplant an den Staufer Philipp von Schwaben, der zudem noch im Juni 1208 ermordet worden war. Am 9. August 1208 schenkte er die Staurothek seiner Schwester Irmgard von Ulmen, die seit 1208 Äbtissin im Kloster Stuben an der Mosel war. In einer Schenkungsurkunde bedachte er zudem das Kloster Stuben mit einem halben jährlichen Fuder Wein aus seinen Besitzungen in Sankt Aldegund.
Am 25. Juli 1215 war Heinrich von Ulmen als Zeuge bei der Königskrönung Friedrichs II. in Aachen anwesend. Bereits am 31. Juni 1215 bat ihn der neu gewählte König als Zeuge bei einer Beurkundung mit dem Bischof von Cambrai (Jean de Béthune) aufzutreten. Im Juli 1217 brach er, bereits über vierzigjährig, gemeinsam mit anderen Rittern aus dem Rheinland zum Fünften Kreuzzug auf. Die Reise nach Palästina führte ihn über die Niederlande, Portugal, Zypern, bis sie schließlich in Akkon eintrafen. Von dort fuhren die Kreuzfahrer weiter zur ägyptischen Hafenstadt Damiette, um die Sarazenen dort anzugreifen, wo man sie am verwundbarsten hielt. Hier geriet Heinrich am 29. August 1219 zusammen mit anderen Kreuzrittern in sarazenische Gefangenschaft, wurde wohl um 1221 freigelassen und konnte so erneut die Heimreise antreten. 1234 wurde Heinrich von Ulmen ein letztes Mal erwähnt, als es um eine Schenkung seines Sohnes Theoderich von Ulmen (um 1201–1269/70) ging, der zu dieser Zeit Mitglied des Trierer Domkapitels war.